# Antonio Vagnozzi
Antonio Vagnozzi, né en 1950, est un astronome amateur italien.

## Biographie
D'après le Centre des planètes mineures, Antonio Vagnozzi a découvert 46 astéroïdes entre 1993 et 1999. L'astéroïde (7529) Vagnozzi porte son nom.

## Astéroïdes découverts
| (5609) Stroncone         | 22 mars 1993      |
| (5654) Terni             | 20 mai 1993       |
| (6417) Liberati          | 4 décembre 1993   |
| (8943) Stefanozavka      | 30 janvier 1997   |
| (10208) Germanicus       | 30 août 1997      |
| (12358) Azzurra          | 22 septembre 1993 |
| (14077) Volfango         | 9 août 1996       |
| (15391) Steliomancinelli | 3 octobre 1997    |
| (17547) Nestebovelli     | 21 septembre 1993 |
| (19262) Lucarubini       | 29 juillet 1995   |
| (20139) Marianeschi      | 19 août 1996      |
| (21160) Saveriolombardi  | 10 octobre 1993   |
| (21189) Robertonesci     | 3 mai 1994        |
| (21190) Martamaffei      | 10 mai 1994       |
| (21287) 1996 UU3         | 31 octobre 1996   |
| (24137) 1999 VP72        | 9 novembre 1999   |
| (26894) 1995 KN1         | 29 mai 1995       |
| (39641) 1995 KM1         | 29 mai 1995       |
| (42545) 1996 FR2         | 21 mars 1996      |
| (43924) Martoni          | 22 février 1996   |
| (46648) 1995 SY          | 22 septembre 1995 |
| (46656) 1995 WT6         | 28 novembre 1995  |
| (52459) 1995 DS          | 21 février 1995   |
| (58292) 1994 GC          | 2 avril 1994      |
| (58500) 1996 VU1         | 6 novembre 1996   |
| (65812) 1996 SG7         | 30 septembre 1996 |
| (69351) 1994 AE3         | 15 janvier 1994   |
| (69425) 1996 BC          | 16 janvier 1996   |
| (73719) 1993 FT          | 22 mars 1993      |
| (79213) 1994 EX          | 8 mars 1994       |
| (79314) 1996 DP1         | 23 février 1996   |
| (100174) 1994 AJ2        | 12 janvier 1994   |
| (100187) 1994 BT4        | 29 janvier 1994   |
| (100198) 1994 EA1        | 9 mars 1994       |
| (100352) 1995 TD1        | 14 octobre 1995   |
| (118216) 1996 DU1        | 22 février 1996   |
| (120499) 1993 NA         | 9 juillet 1993    |
| (120500) 1993 OM         | 24 juillet 1993   |
| (129473) 1993 TK         | 10 octobre 1993   |
| (129543) 1996 RU5        | 14 septembre 1996 |
| (178300) 1993 ON         | 24 juillet 1993   |
| (185663) 1994 EE         | 4 mars 1994       |
| (213005) 1993 RC         | 11 septembre 1993 |
| (241583) 1996 UV3        | 31 octobre 1996   |
| (269695) 1996 VW1        | 6 novembre 1996   |
| (275494) 1993 PA         | 10 août 1993      |
| (269695) 1996 VW1        | 6 novembre 1996   |